# JasperReports
JasperReports est un outil de reporting offert sous forme d'une bibliothèque qui peut être embarquée dans tout type d'applications Java.

## Fonctionnement
JasperReports se base sur des fichiers XML (dont l'extension est en général .jrxml) pour la présentation des états. Il peut être couplé à Jaspersoft Studio (outil WYSIWYG) ou JasperStudio (plugin Eclipse équivalent) pour faciliter sa mise en œuvre dans une application Java, classique ou orientée web.
Il existe en outre une application nommée JasperReports Server (JRS) depuis la V4 (anciennement JasperServer) qui propose un serveur d'application et la création de rapports web. Cette application, autrefois open source, est devenue un produit commercial en janvier 2024.

## Formats
L'export de rapports peut être aux formats : 
- PDF
- HTML
- XLS et XLSX
- CSV
- XML
- RTF
- Texte
- SWF
- ODF.

Il est également possible d'utiliser d'autres bibliothèques (JFreeChart…) pour accompagner les rapports de diagrammes.
Les données peuvent provenir de sources diverses : 
- JDBC,
- JavaBeans
- EJBQL,
- XML,
- Hibernate,
- Fichiers texte,
- CSV.